# Chelepteryx chalepteryx
Chelepteryx chalepteryx är en fjärilsart som beskrevs av Felder 1874. Chelepteryx chalepteryx ingår i släktet Chelepteryx och familjen Anthelidae. Inga underarter finns listade i Catalogue of Life.